# Hernán Urra
Hernán Emanuel Urra (31 de octubre de 1996) es un atleta argentino especializado en lanzamientos que ganó la medalla de plata en los Juegos Paralímpicos de Río de Janeiro 2016, en lanzamiento de bala T35.

## Carrera deportiva

### Juegos Paralímpicos de Río de Janeiro 2016
El 12 de septiembre Urra ganó la medalla de plata al salir segundo en la prueba de lanzamiento de bala, Clase F35, con una marca de 14.91 m. 	
| Atletismo Varones Lanzamiento de bala T35 Participantes: 6 | Atletismo Varones Lanzamiento de bala T35 Participantes: 6 | Atletismo Varones Lanzamiento de bala T35 Participantes: 6 | Atletismo Varones Lanzamiento de bala T35 Participantes: 6 | Atletismo Varones Lanzamiento de bala T35 Participantes: 6 |
|                                                            | Atleta                                                     | País                                                       | Distancia                                                  |                                                            |
| ---------------------------------------------------------- | ---------------------------------------------------------- | ---------------------------------------------------------- | ---------------------------------------------------------- | ---------------------------------------------------------- |
| 1                                                          | Xinhan Fu                                                  | China                                                      | 15.19                                                      |                                                            |
| 3                                                          | Hernán Urra                                                | Argentina                                                  | 14.91                                                      |                                                            |
| 3                                                          | Edgars Bergs                                               | Letonia                                                    | 14.55                                                      |                                                            |
| Fuente: Página oficial de los Juegos.                      |                                                            |                                                            |                                                            |                                                            |